# Régiment des Cuirassiers du Roi
Pour les articles homonymes, voir Régiment du Roi.
Le régiment des Cuirassiers du Roi est un régiment de cavalerie du royaume de France, créé en 1638 sous le nom de régiment d'Aumont cavalerie devenu sous la Révolution le 8e régiment de cavalerie puis à partie du Consulat le 8e régiment de cuirassiers.

## Création et différentes dénominations
- 24 janvier 1638 : création du régiment d'Aumont cavalerie
- 1644 : renommé régiment de Villequier cavalerie
- 1645 : renommé régiment de Chappes cavalerie
- 1654 : renommé régiment d’Aumont cavalerie
- 18 avril 1661 : réduit à une seule compagnie
- 2 décembre 1665 : rétabli sous le nom de régiment des Cuirassiers du Roi
- 1er janvier 1791 : renommé 8e régiment de cavalerie
- 24 septembre 1803 : transformé en 8e régiment de cuirassiers
- décembre 1815 : licencié

## Colonels et mestres de camp
- 24 janvier 1638 : Charles, marquis d’Aumont
- 5 octobre 1644 : Antoine d'Aumont, marquis de Villequier, maréchal de France en 1651
- 26 février 1646 : Louis Marie Victor d'Aumont, marquis de Chappes
- 1654 : Antoine, duc d'Aumont
- 2 décembre 1665 : Louis Marie Victor d'Aumont, marquis de Villequier puis duc d'Aumont, maréchal de camp le 14 juillet 1652, brigadier de cavalerie le 5 mai 1667, † 19 mars 1704
- 4 février 1672 : Charles Amédée de Broglie, comte de Revel, brigadier le 12 mars 1675, maréchal de camp le 20 janvier 1678, lieutenant général le 24 août 1688, † 25 octobre 1707
- 6 août 1678 : Jean François Cordebœuf de Beauverger, comte de Montgon, brigadier le 25 avril 1691, maréchal de camp le 3 janvier 1696, lieutenant général le 23 décembre 1702, † 7 mai 1730
- mars 1697 : N., marquis de Bonneval
- 4 janvier 1710 : César Antoine de La Luzerne, comte de Beuzeville, brigadier le 20 février 1734, maréchal de camp le 18 octobre 1734, † 17 juin 1755
- 25 novembre 1734 : Louis de Cardevaque, marquis d’Havrincourt, déclaré brigadier le 7 juin 1744 par brevet expédié le 2 mai, maréchal de camp le 1er janvier 1748, lieutenant général le 1er mai 1758
- 1er janvier 1748 : Arnaud Louis Marie de Lostanges-Saint-Alvère, marquis de Lostanges, brigadier le 5 novembre 1758, maréchal de camp le 1er mai 1762
- 30 mai 1760 : Louis Errard, chevalier de Ray
- 1764 : Louis des Acres, comte de Laigle
- 29 mai 1774 : Venant Eméric Louis Henri de Durfort-Blaignac, comte de Civrac
- 10 mars 1788 : Charles Malo François, comte de Lameth
- 25 février 1792 : Charles Joseph Randon de Pully
- 26 octobre 1792 : Albert Victor Marie Desprez de La Marlière
- 13 juin 1795 : Jean-Baptiste Doré
- 16 décembre 1796 : Jean Louis Brigitte Espagne
- 20 novembre 1799 : Jean-Baptiste Gabriel Merlin
- 5 juin 1809 : N. Grandjean
- 29 mars 1813 : Louis Jean Claude Clément Lefaivre
- 19 avril 1815 : N. Garavaque

### Historique des garnisons, combats et batailles
Le 1er décembre 1761 il reçoit, par incorporation, les compagnies du régiment de Ray cavalerie qui vient d'être réformé.
- Guerre de Succession d'Autriche

11 mai 1745: bataille de Fontenoy

## Personnalités ayant servi au régiment
- François Gaspard de Poly Saint-Thiébaud, comte de Poly

## Équipement

### Étendards
6 étendards de « ſoye bleue, Soleil au milieu, & 4 fleurs de lys brodées d’or aux coins, & frangez d’or.

Étendards
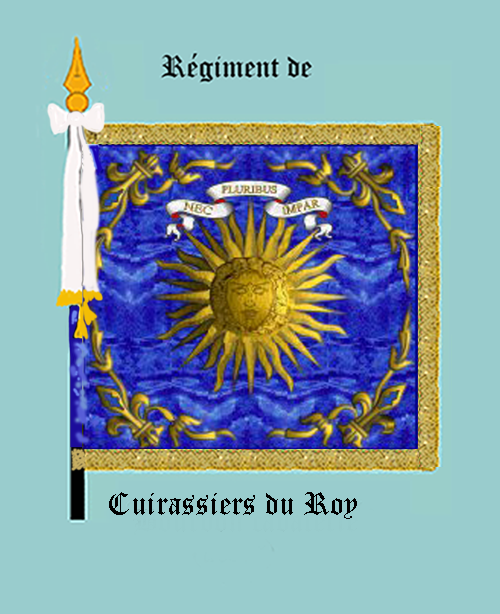
régiment des Cuirassiers du Roi, avers
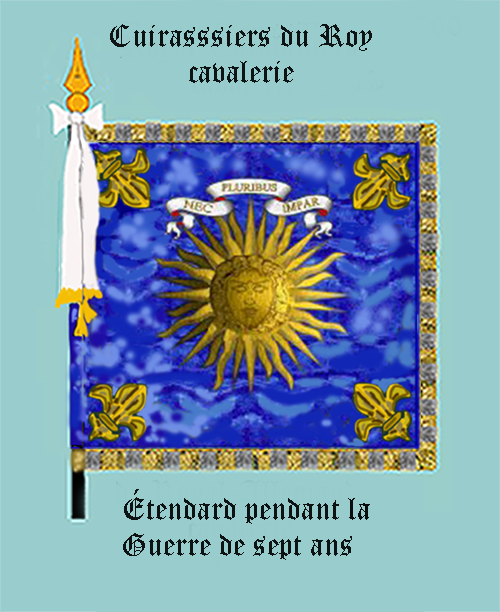
régiment des Cuirassiers du Roi, avers
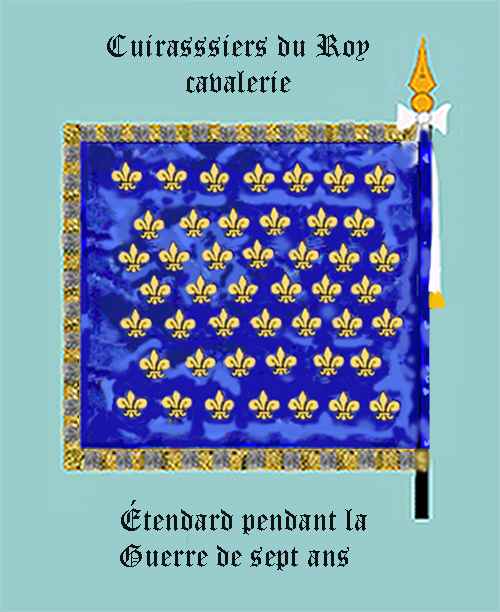
régiment des Cuirassiers du Roi, revers

### Habillement

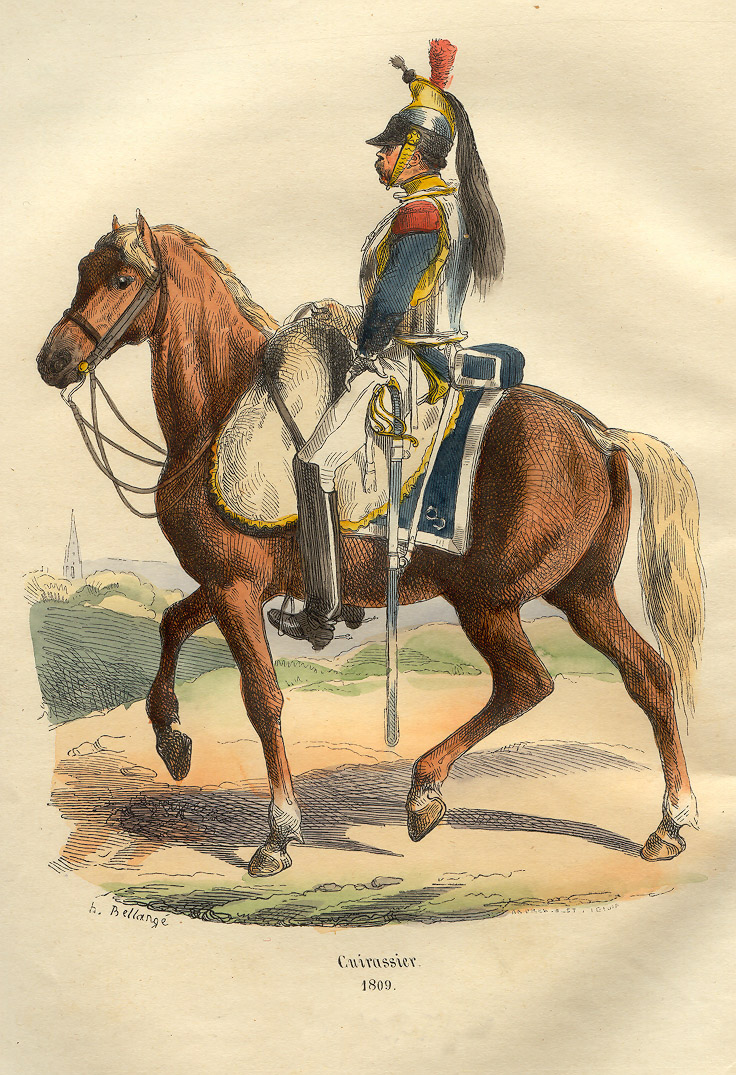
Cuirassier en 1809, gravure de Bellangé illustrant l’Histoire de Napoléon de Laurent de l’Ardèche, 1843.

Uniformes
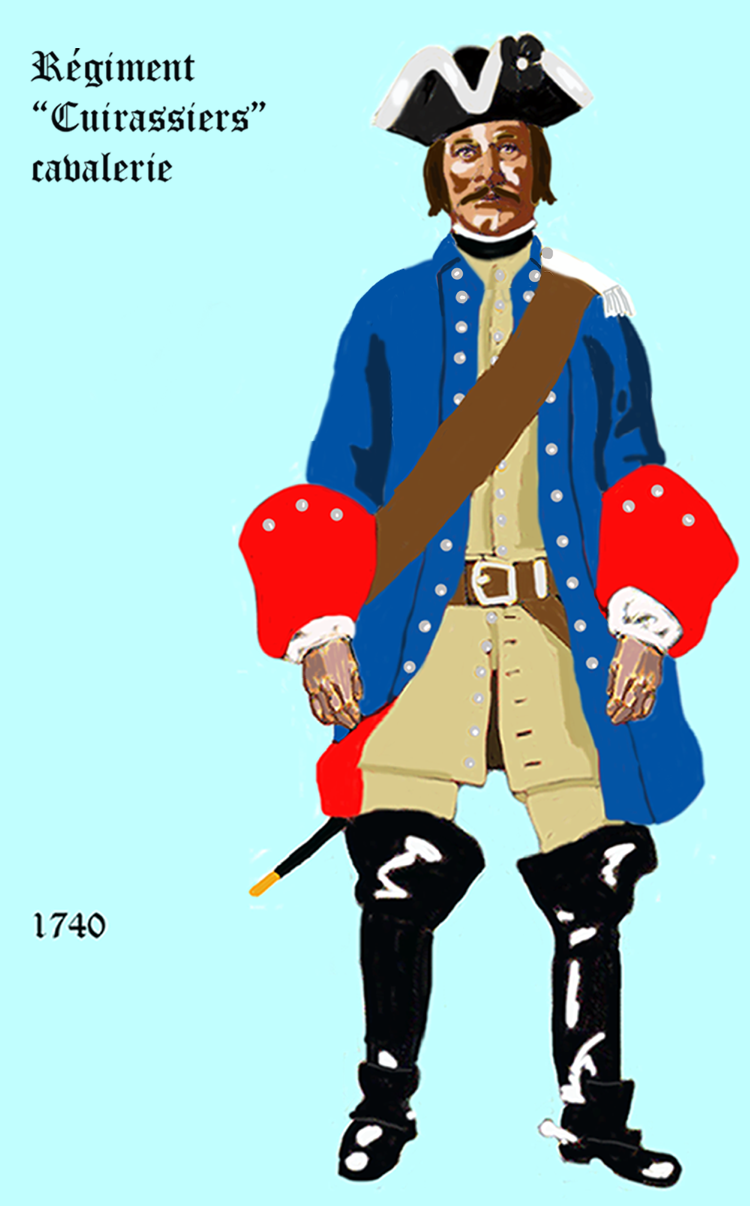
régiment des Cuirassiers du Roi de 1740 à 1757
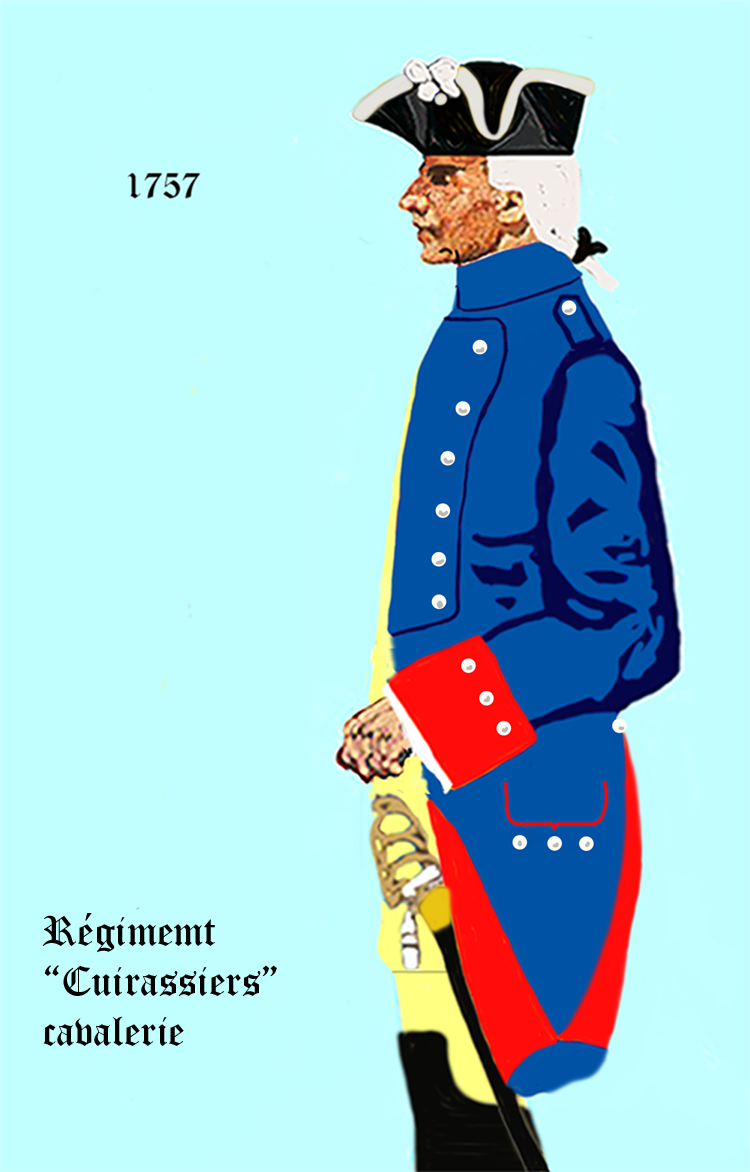
régiment des Cuirassiers du Roi de 1757 à 1762
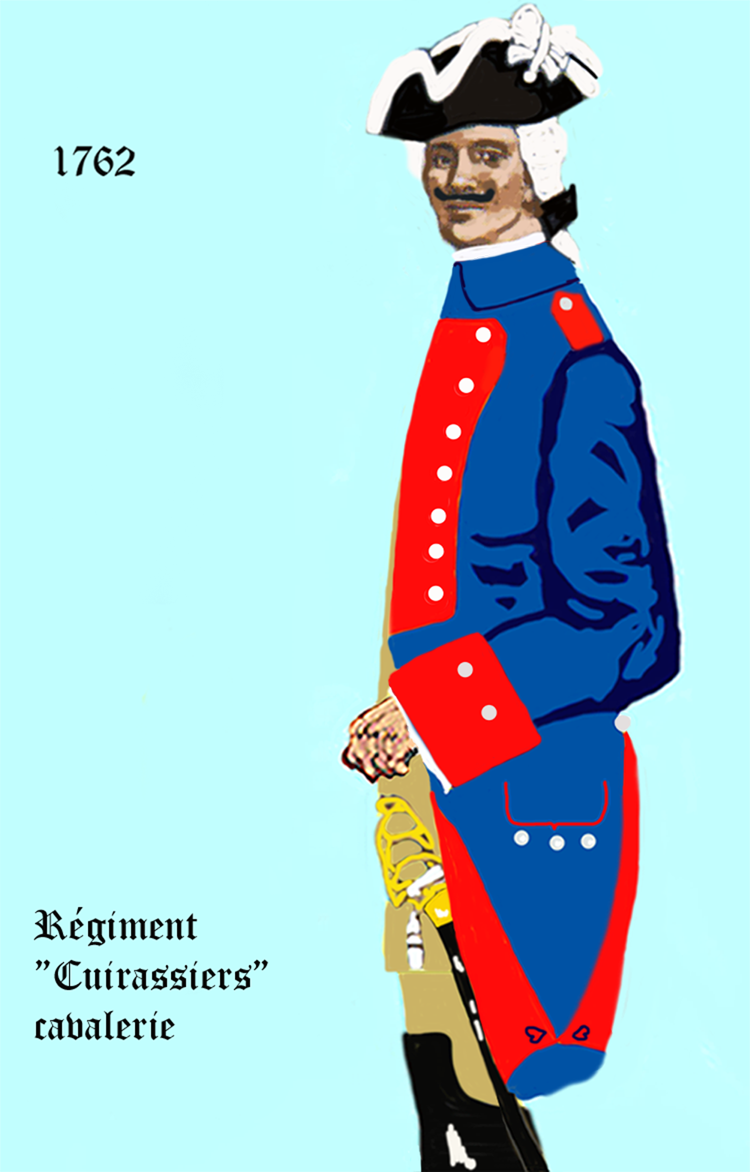
régiment des Cuirassiers du Roi de 1762 à 1767
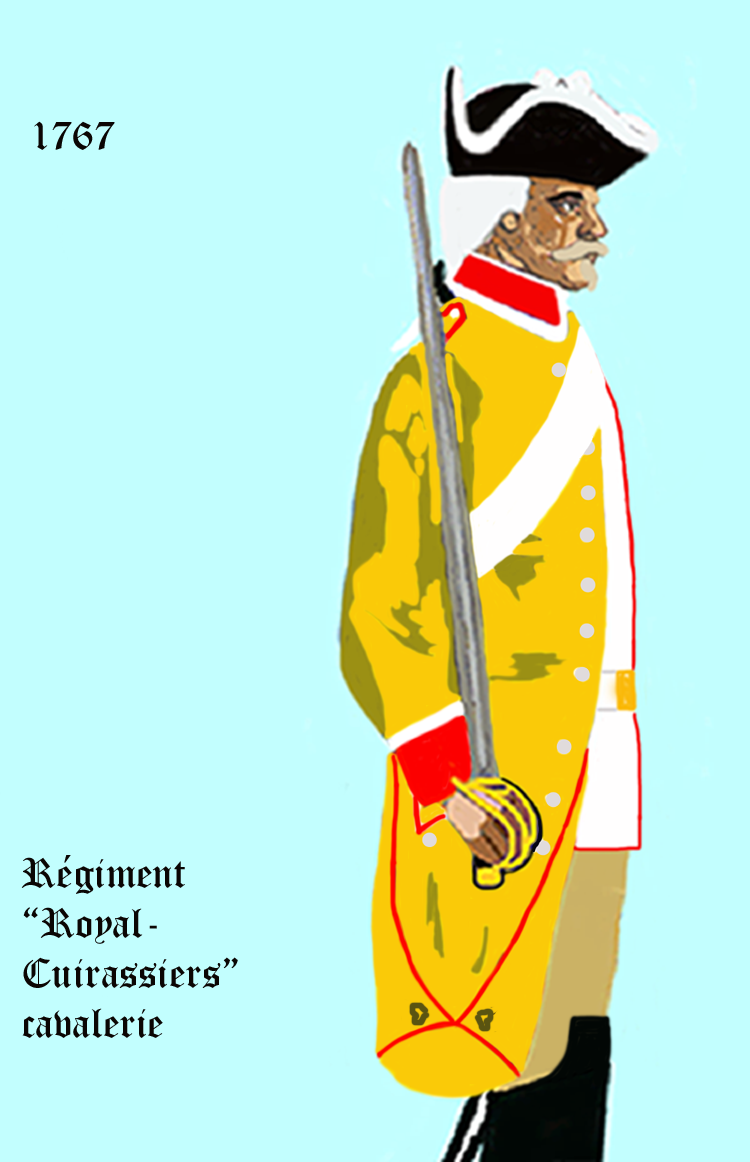
régiment des Cuirassiers du Roi de 1767 à 1776

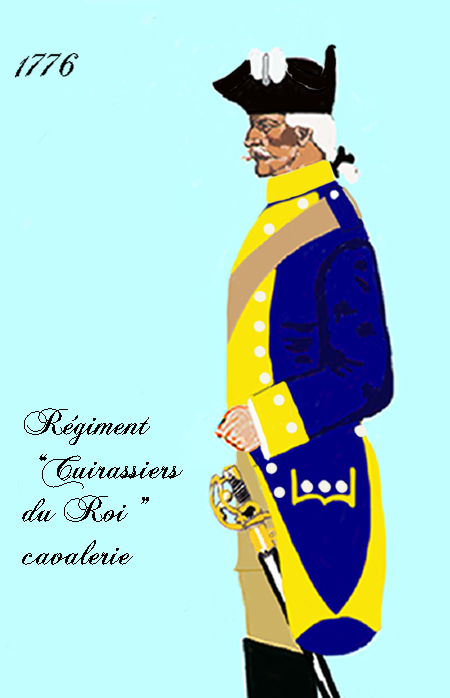
régiment des Cuirassiers du Roi de 1776 à 1779
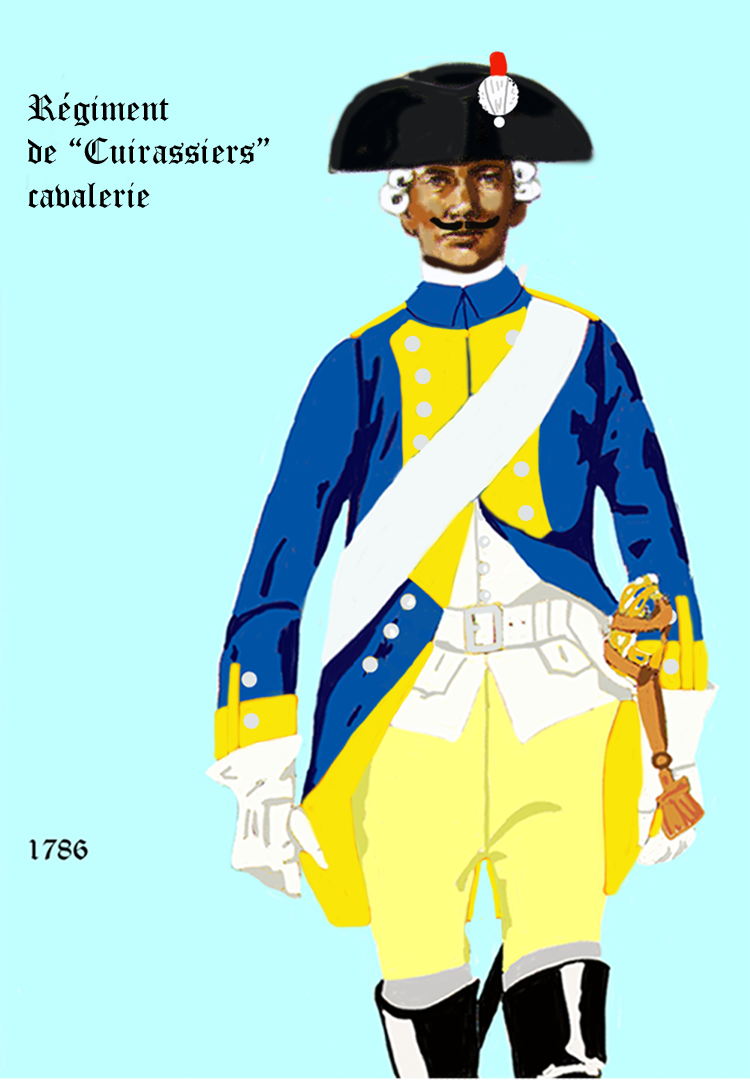
régiment des Cuirassiers du Roi de 1786 à 1791
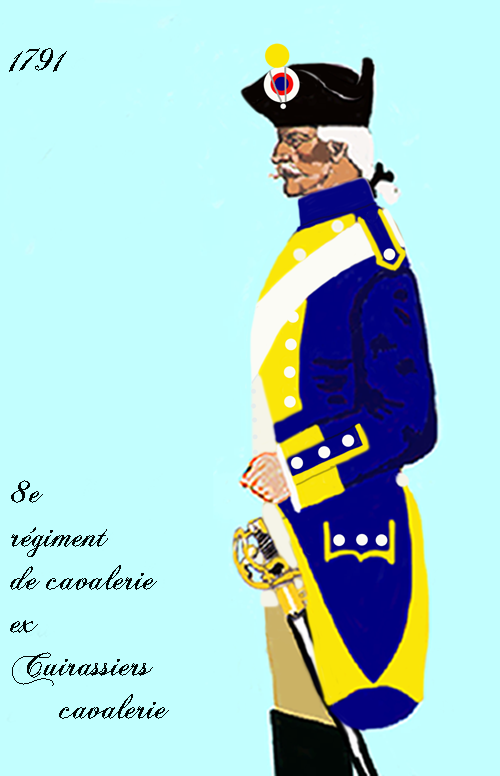
8e régiment de cavalerie à partir de 1791